# Ruca
Ruca (tiếng Breton: Ruskad) là một xã của tỉnh Côtes-d'Armor, thuộc vùng Bretagne, tây bắc Pháp.

## Dân số
Người dân ở Ruca được gọi là Rucassiens.